# 王仲伟
王仲伟（1955年12月—），浙江鄞县人。1975年12月参加工作，1980年12月加入中国共产党。在职大专，工商管理硕士，副教授。

## 履历
1976年1月至1985年11月，历任上海市第五制药厂团委副书记、书记，上海市共青团校青年职工教研室主任。1985年12月至1988年6月，历任上海青年管理干部学院副院长、院长。1988年6月至1993年11月，历任共青团上海市委副书记、上海市青年联合会主席。1993年11月至1995年8月，任中共上海市新闻出版局党委副书记并主持工作。1995年8月至1997年3月，任中共文汇报社党委书记兼副总编辑。1997年3月至1998年7月，历任中共上海市委副秘书长、中共上海市委对外宣传办公室（今上海市政府新闻办公室）主任。1998年7月至2000年1月，兼任中共文汇新民联合报业集团党委书记、社长。2000年1月至2002年5月，历任中共上海市委副秘书长、上海市委宣传部副部长、东方新闻网站党委书记。2002年5月至2002年6月，任中共上海市委常委、宣传部副部长。2002年6月至2009年11月，任中共上海市委常委、宣传部部长。
2009年11月至2012年8月，任中共中央对外宣传办公室（今国务院新闻办公室）副主任。2012年8月至2013年4月，任中华人民共和国文化部党组成员、副部长。
2013年4月至2015年6月，任国务院机关党组成员、副秘书长。
2015年6月至2015年9月，任国务院副秘书长、国务院参事室主任。2015年9月，任国务院参事室党组书记、主任。2021年5月12日卸任国务院参事室主任职务，由高雨接任。